# 귀래초등학교
귀래초등학교는 대한민국 강원특별자치도 원주시 귀래면 운남리에 있는 초등학교다.

## 학교 연혁
- 1930년 11월 9일 귀래공립보통학교 개교
- 1938년 4월 1일 교명 변경 (귀래공립심상소학교)
- 1941년 4월 1일 교명 변경 (귀래공립국민학교)
- 1996년 3월 1일 귀래초등학교로 교명 개명
- 1998년 3월 1일 용암초등학교 통폐합
- 2000년 3월 1일 귀운분교장 본교로 편입
- 2016년 3월 1일 귀운분교장 통폐합
- 2018년 2월 9일 제86회 졸업(졸업생 4,127명)
- 2018년 9월 1일 제30대 김해심 교장 부임
- 2021년 1월 15일 제89회 졸업식 거행(총 4,147명)

## 학교 상징
- 교목(校木) - 소나무
- 교화(敎化) - 장미